# Августа-Вікторія
Августа Вікторія (нім. Auguste Viktoria), повне ім'я Августа Вікторія Фредеріка Луїза Феодора Йєнні фон Шлезвіг-Гольштейн-Зондербург-Аугустенбурзька (нім. Auguste Viktoria Friederike Luise Feodora Jenny von Schleswig-Holstein-Sonderburg-Augustenburg; 22 жовтня 1858 — 11 квітня 1921) — принцеса Шлезвіг-Гольштейн-Зондербург-Аугустенбурзька, донька номінального герцога Шлезвіг-Гольштейну Фредеріка VIII та принцеси Гогенлое-Лангенбурзької Адельгейди, дружина останнього імператора Німецької імперії Вільгельма II.

## Біографія

### Ранні роки
Августа Вікторія народилася 22 жовтня 1858 року в маєтку Гут Дольціг у Нижній Лужиці в Пруссії. Вона стала другою дитиною та старшою донькою в родині принца Шлезвіг-Гольштейн-Зондербург-Аугустенбурзького Фрідріха та його дружини Адельгейди Гогенлое-Лангенбурзької. Хрещеними батьками новонародженої стали принц-регент Пруссії Вільгельм із дружиною Августою та його син Фрідріх із дружиною Вікторією.
Дівчинка мала старшого брата Фрідріха, який помер за тиждень після її народження, згодом у неї з'явилися молодша сестра Кароліна Матильда та брати Ернст Гюнтер та Герхард, який прожив лише 3 місяці. Сімейство мешкало у Дольцігу тихим провінційним життям, віддаленим від двору.

Після смерті короля Данії, який також був герцогом Шлезвігу та Гольштейну, і при цьому не мав законних нащадків, Фрідріх проголосив себе його спадкоємцем під іменем Фредеріка VIII. Його підтримало місцеве населення, і від 1863 року він разом із родиною оселився в Кілі, де народилася ще одна донька, яка отримала ім'я Луїза Софія. Права Фредеріка на герцогства були визнані Саксен-Кобург-Готою та кількома іншими німецькими державами. Проте виникли численні політичні ускладнення, які перешкоджали формальному відновленню династії Августенбургів на троні. Після Австро-прусської війни герцогства були аннексовані Пруссією. 24 травня 1867 року Адельгейда із дітьми виїхали із Кілю, і надалі родина мешкала в Готі.

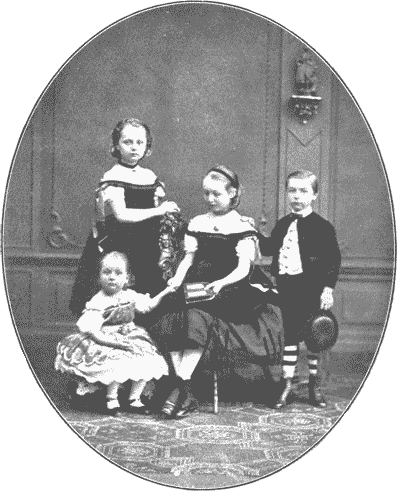
Августа Вікторія (сидить) із братом та сестрами

Після смерті Крістіана Августа Аугустенбурга у березні 1869 року, сімейство успадкувало замок Прімкенау в Ніжній Силезії, замок Ґрастен в Ютландії та ферму у Швеції.
Починаючи з 1869 року, родина мешкала у палаці Прімкенау в Силезії, на зиму повертаючись до Готи. У Прінкенау народилася найменша сестра Августи Вікторії — Феодора. Шлюб батьків був гармонійним, в майбутньому імператриця з теплотою згадувала дитячі роки.
Августа Вікторія разом із братом та сестрами отримувала уроки від приватних вчителів із Шлезвіг-Гольштейна, Англії та Франції. Завдяки родинним зв'язкам вона могла поглибити його за кордоном: англійську вивчала при дворі королеви Вікторії, яка була тіткою її матері, французьку та музику — у своєї тітки Кароліни Амалії Шлезвіг-Гольштейнської. Принцеса любила мистецтво і писала музичні п'єси для кларнета. Мрією її життя було відвідати Лувр у Парижі, проте з політичних причин це їй так і не вдалося.
22 травня 1875 року принцеса Августа Вікторія та її молодша сестра Кароліна пройшли конфірмацію у парафіяльній церкві Прімкенау. В майбутньому стала відомою як дуже релігійна жінка.
У 1875 принцеса була закохана у Ернста Саксен-Майнінгенського, сина герцога Георга II. Батьки молодих людей припинили їхні стосунки.
Зиму 1876–1877 років Августа Вікторія провела в курортному містечку По у Піренеях.

### Шлюбне життя

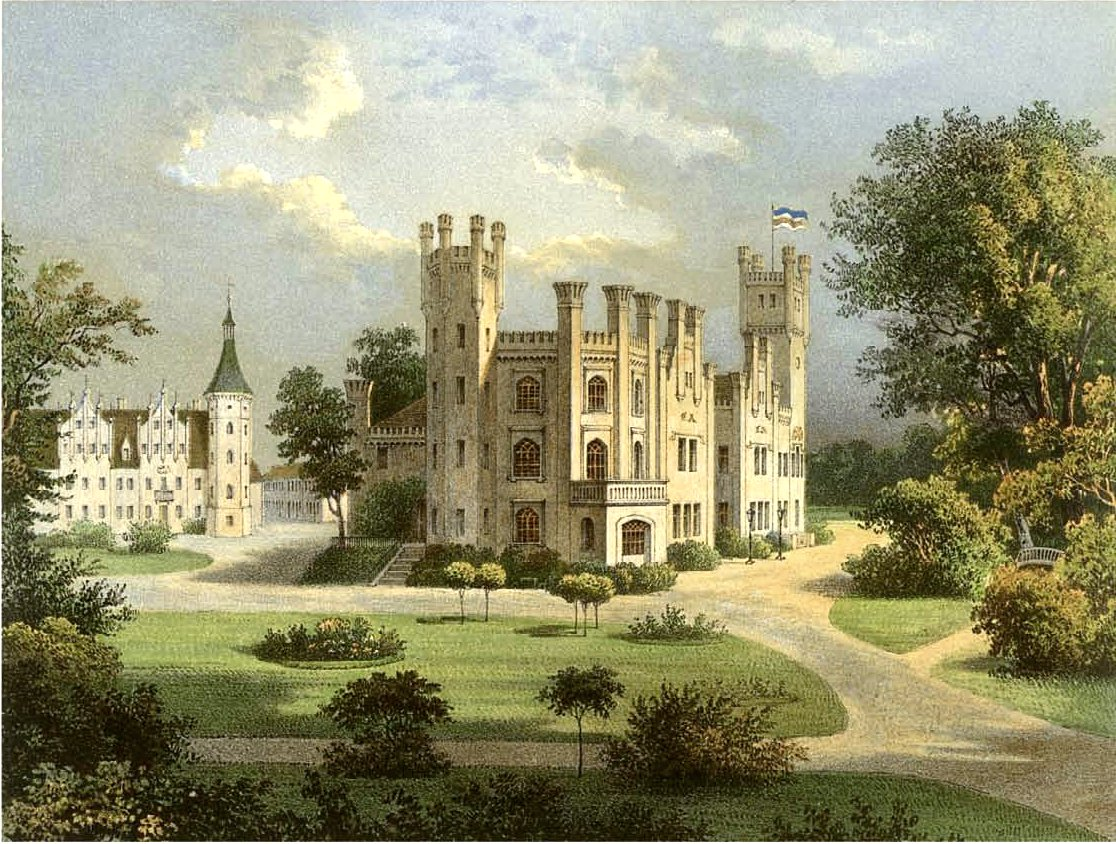
Замок Прімкенау

Із принцом Вільгельмом Прусським Августа вперше зустрілася у замку Райнхардсбрунн у 1868 році. За десять років знайомство було поновлено, коли Вільгельм приїздив у Прінкенау на полювання. В той час він був розчарований відмовою принцеси Гессенської Єлизавети і звернув увагу на Августу Вікторію, яку порівняв із трояндою. Матері він написав про красу дівчиниː «Моя кохана, можливо не найчарівніша жінка на світі, але у неї точно найкрасивіші в світі руки».

Батько Августи Вікторії заохочував їхню дружбу, проте помер у січні 1880 року. Прусський двір і кайзер Вільгельм I спочатку були проти зв'язку між гольштейнською принцесою та прусським принцом. Втім, до цього схвально поставилися його батьки. Союз був підтриманий канцлером Отто фон Бісмарком, який вважав, що він повинен усунути давню напруженість між Пруссією та Гольштейном, яка існувала після війни за Шлезвіг. Заручини відбулися 14 лютого 1880 року. Про них було оголошено 2 червня 1880 року. Весільна церемонія відбулася 27 лютого 1881 року в Берлінському палаці. Напередодні наречена у супроводі майбутньої свекрухи Вікторії прибула до Берліну на спеціальній церемоніальній кареті, яка використовувалася для таких заходів ще з 1793 року, коли на ній прибула Луїза Меклебург-Штреліцька. У ворота замку вони в'їхали під мелодію гімна Шлезвіг-Гольштейна «Schleswig-Holstein meerumschlungen».

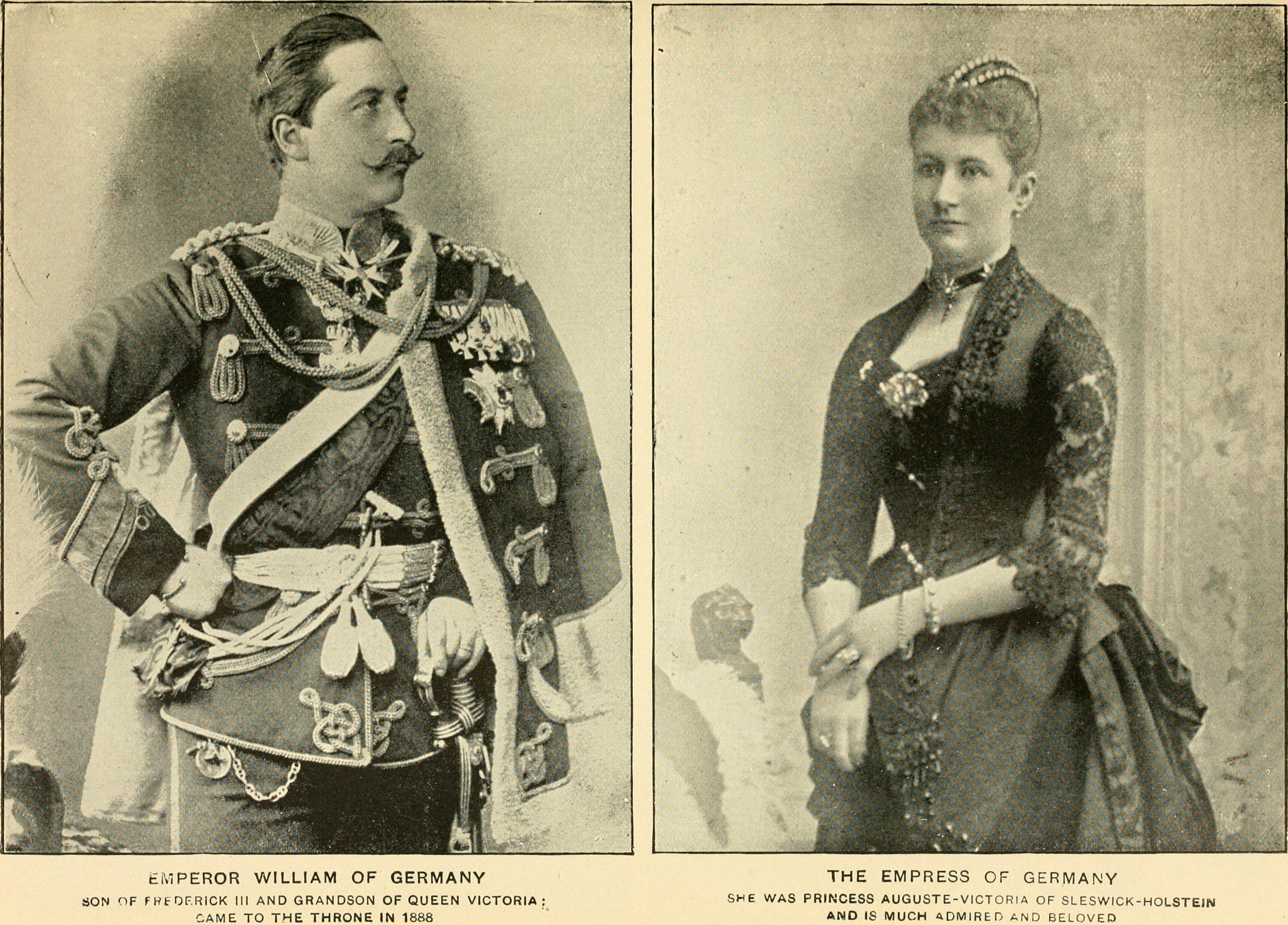
Августа Вікторія та Вільгельм

 У колі нової родини Августу Вікторію кликали Дона. Перші місяці шлюбу пара мешкала в Потсдамському міському палаці, а потім переїхала до Мармурового палацу в Новому саді на березі Святого озера, де і народився їхній первісток. Протягом наступних років Августа Вікторія вела дуже замкнуте сімейне життя і втілювала ідеальний образ німецької матері. Вона вміла шити, в'язати, готувати їжу, пекти хліб і варити пиво. Всього у подружжя було семеро дітей. В очах чоловіка була ідеалом жінки і він надалі не раз висловлювався, що всім німкеням слід іти по стопах імператриці і присвятити все своє життя церкві, дітям та кухні.
Августа Вікторія сама дбала про виховання дітей, віддаючи перевагу молодшому сину та доньці. Йоакіма імператриця народила передчасно після сварки із зовицею Софією через бажання тієї змінити релігію. Протягом всього життя він був її улюбленцем. Також завжди намагалася догодити чоловікові і пристосовуватися до його способу життя із суворими правилами, будучи для нього джерелом стабільності. Згодом більш близькими стали стосунки зі свекрухою Вікторією, проте Августа Вікторія старанно оберігала дітей від її лібералізму.

### Імператриця

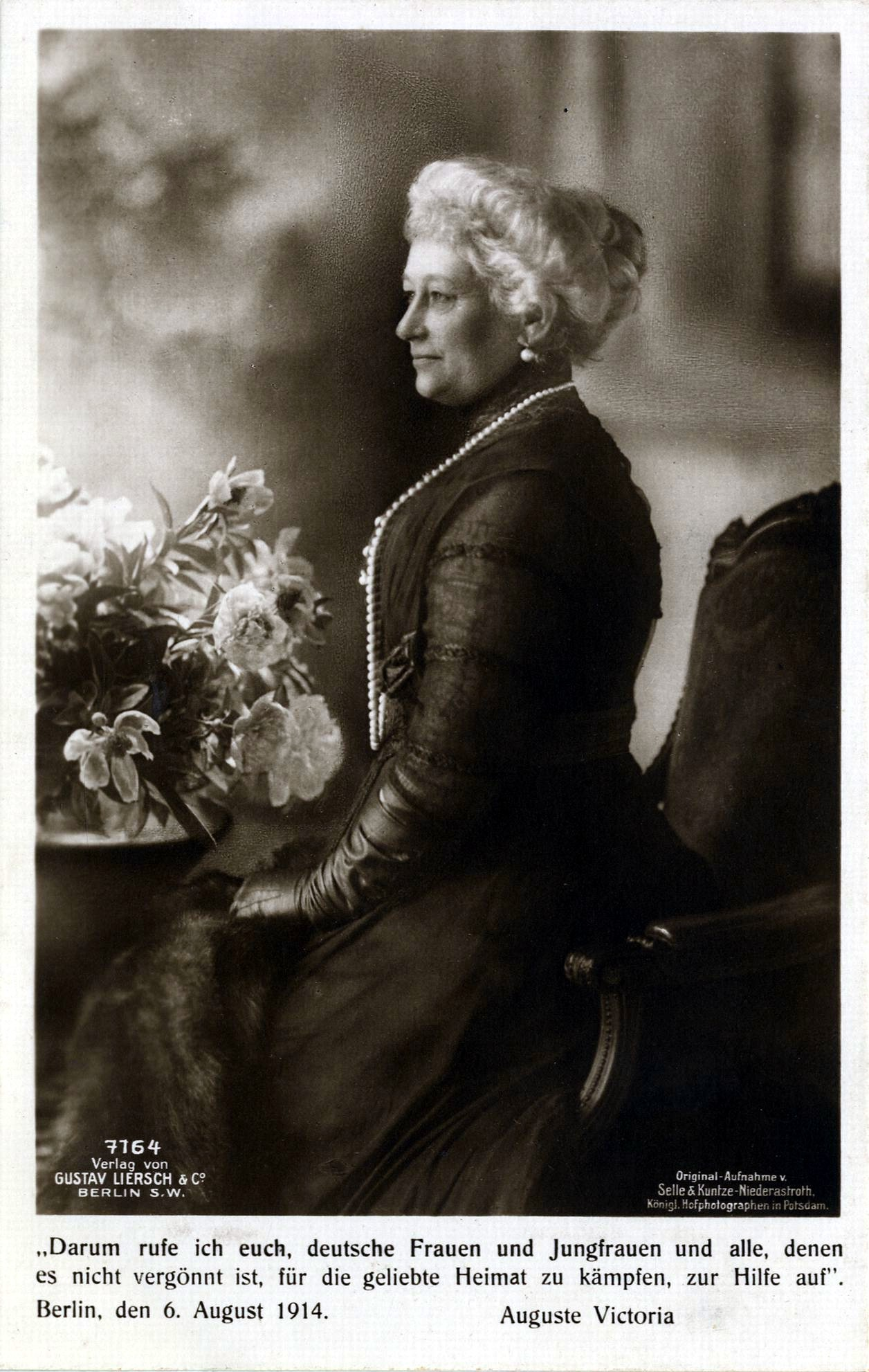
Світлина імператриці Августи Вікторі, 6 серпня 1914, Берлін

У березні 1888 пішов з життя 90-річний кайзер Вільгельм I, після чого Вільгельм став кронпринцом. В цьому статусі він перебував лише три місяці до смерті батька Фрідріха III від важкої хвороби у червні 1888. 15 червня Вільгельм став імператором, а Августа Вікторія — імператрицею-консортом. За півтора місяці вона народила їхнього п'ятого сина.
Резиденцією сімейства було обрано Берлінський палац на острові Шпреєнзель у центрі столиці. Нова імператриця, яка виросла в скромних умовах, знайшла смак в розкоші, елегантному одязі, хутрі, коштовностях і дорогих парфумах. У залах замку проводилися численні бенкети й урочисті вечері.
Імператриця полюбляла зупинятися у палаці Сансусі в Потсдамі, де й досі збереглися її жилі кімнати. Періодично навідувала Цісарський замок у Познані, відкритий у 1910 році, який надихав її на мистецьку діяльність, оскільки імператриці подобались фотографія та малюнок. Після реконструкції замку Зігмарінген із усіма комфортними нововведеннями, у тому числі, ванною та каналізацією, імператриця з цікавості нанесла візит Гогенцоллернам-Зігмарінгенам аби побачити все на власні очі. Відвідувала курорт Бад-Наугайм.
В політику не втручалася, натомість взяла на себе численні протекторати, в тому числі, у 1890 році над Німецьким товариством Червоного Хреста та Патріотичною асоціацією жінок. Під патронатом імператриці було створено Євангельську асоціацію допомоги Церкві, з якої у травні 1890 виокремилася Євангелічне об'єднання будівництва церков. Імператриця з віддачею сприяла будівництву протестантських церковних будівель у Берліні, особливо у нових робочих кварталах. Її стараннями у столиці було зведено 40 храмів, найвідомішим із яких є Меморіальна церква кайзера Вільгельма. Загалом імператорська родина пожертвувала 4 мільйони золотих марок церквам Німеччини. Схильність Августи Вікторії до протестантської церкви дала їй прізвисько «Кірхенхусте» серед народу.
Брала участь у соціальній сфері. Не в останню чергу через це була більш популярною і шанованою, ніж її чоловік, чиї дії на публіці часто піддавалися критиці та знущанню з боку населення. Так, вона підтримала жіночий рух і виступила в підтримку пропозицій реформаторки Марії Мартін щодо кращої освіти дівчат та молодих жінок. Відкрила притулок для дівчаток.

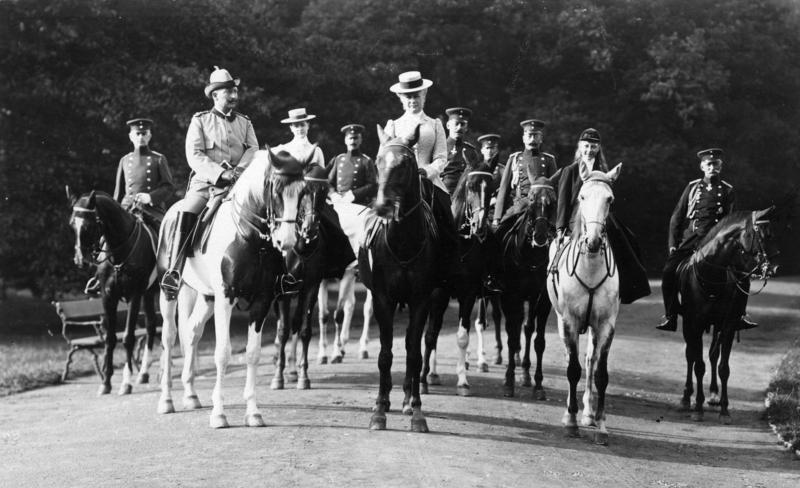
Верхи, із чоловіком та донькою, 1902

У 1898 році імператорське подружжя здійснило подорож до Святої землі, що активно висвічувалося німецькою та зарубіжною пресою. В Єрусалимі пара відкрила протестантську церкву Іскупника. Повернувшись до Берліна, Августа Вікторія організувала товариство і фонд на підтримку Оливкової гори, якому стала протегувати. У 1903 році, за сприяння турецького султана, була придбана ділянка, на якій у 1907 році було закладено наріжний камінь нової церкви.
Із початком Першої світової війни імператриці вдалося зберегти свободу великому князю Костянтину Костянтиновичу, який перебував в Німеччині на лікуванні.
Під час Першої світової війни працювала у благодійних організаціях і дбала про військові шпиталі. Їй вдалося створити військовий шпиталь в Потсдамській Оранжереї над парком Сан-Сусі, де вона піклувалася поранених. Енергійно виступала за збереження монархії.
Була присутньою 2 жовтня 1917 року на урочистому відкритті військового меморіалу в Гьориттені, де були поховані німецькі та російські вояки, загиблі у період з серпня 1914 до лютого 1915 років.
У серпні 1918 року перенесла інсульт.

### В еміграції
З поваленням монархії, імператриця, як і раніше, мала популярність серед народу через її гідне ставлення до людей та благодійну і церковну діяльність. 9 листопада 1918 року вона відмовилася від усіх обов'язків, які раніше виконувала. Після того, як її чоловік 10 листопада покинув країну, залишилася із невісткою Сесилією у Потсдамі. 20 листопада, оскільки її подальше перебування у Новому палаці стало неможливим, переселилася на віллу Інгенхайм, яка належала її сину Ейтелю Фрідріху. Там імператриця займала дві кімнати, доки син, як старший представник династії Гогенцоллернів, що залишився в Німеччині, отримав дозвіл на виїзд матері з країни. 27 листопада Августа Вікторія залишила батьківщину, аби супроводжувати свого чоловіка у вигнанні до Нідерландів. Разом пара переїхала до провінції Утрехт, де оселилася в замку Амеронген. Існують відомості, що там вони жили у переобладнаних стайнях. Репортерам, які знімали прибуття колишнього імператора з дружиною до замку, німецькі офіцери погрожували з оголеними шпагами.
Навесні 1919 року відбулася повінь, яка загрожувала замку затопленням. 16 серпня 1919 року Вільгельм придбав маєток Доорн. Уряд Веймарської республіки дозволив йому вивезти 23 вагона меблів, а також 27 різних контейнерів з речами, в тому числі автівку та човен. Від травня 1920 пара мешкала у маєтку Доорн, який Вільгельм облаштував меблями зі своїх палаців у Берліні та Потсдамі.
У липні 1920 року їх навідала донька Вікторія Луїза. Із розмови з їхнім лікарем вона дізналася, що в матері перед її візитом був серцевий спазм. У листопаді стан імператриці погіршився. Августа Вікторія померла в маєтку Доорн після тяжкої хвороби о 6:15 ранку 11 квітня 1921 року. Вікторія Луїза в цей час якраз знову їхала з візитом до батьків і дізналася про втрату в дорозі під час зупинки у Нюрнберзі.

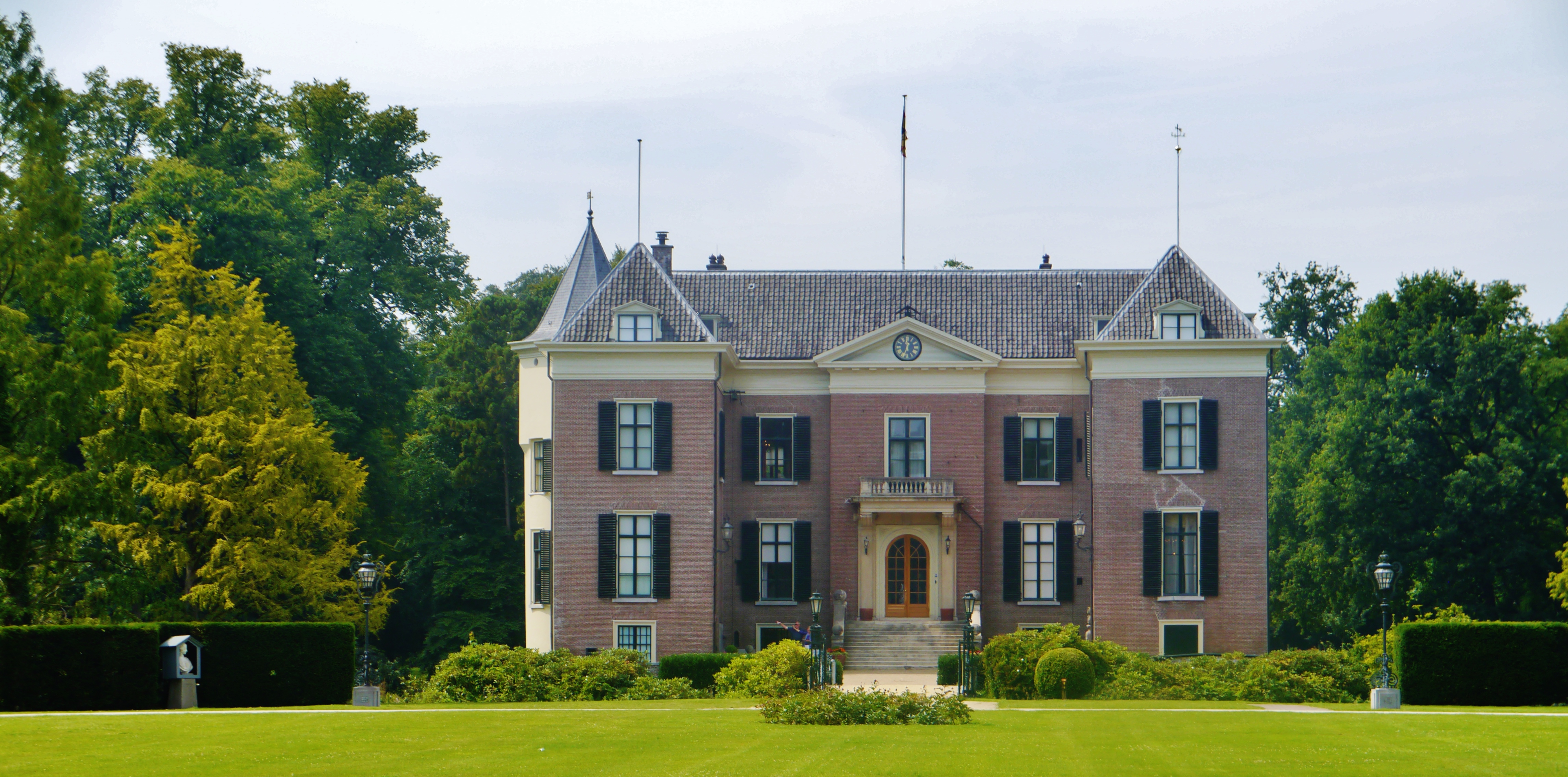
Маєток Доорн

Уряд Німеччини дозволив поховання у Потсдамі, за умови, що потяг, який буде перевозити тіло імператриці, йтиме лише вночі. Сини Оскар та Адальберт супроводжували прах матері до Німеччини. Донька залишилася у Нідерландах втішати батька.
Августу Вікторію поховали 19 квітня в усипальниці Гогенцоллернів у Античному храмі парку Сан-Сусі у Потсдамі. Більше 200 000 чоловік вийшли на вулиці уздовж маршруту похоронного кортежу.
Імператору було прислано понад 10 000 співчувань. Він писав незабаром після смерті дружини: «Я сумую за нею жахливо, ніщо не може замінити її». На ліжко, де померла імператриця щодня клалися свіжі квіти. Втім, наступного року Вільгельм одружився із 35-річною принцесою Ерміною Ройсс-Кестрицькою, яка перед цим також нещодавно овдовіла. Августу Вікторію він пережив на двадцять років.

## Родина

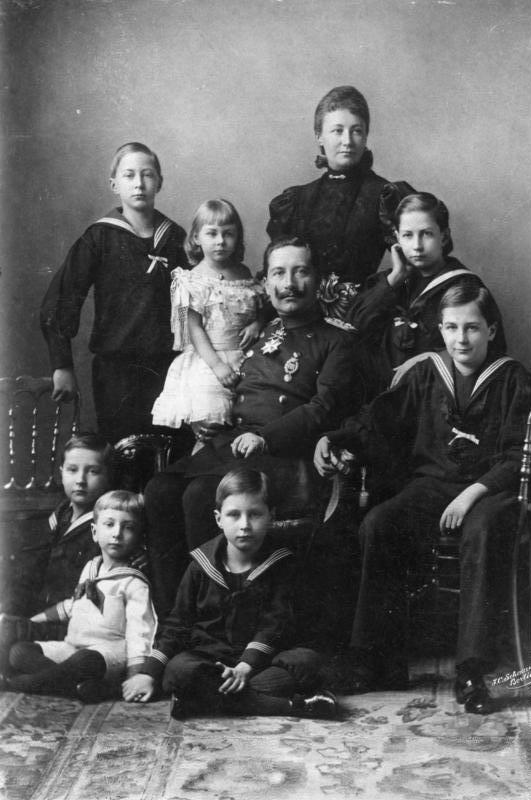
Родинне фото, 1896

Чоловік — Вільгельм II, імператор Німецької імперії.
Діти:
- Вільгельм (1882—1951) — кронпринц Німецької імперії, був одружений із принцесою Цецилією Мекленбург-Шверінською, мав шестеро дітей;
- Айтель Фрідріх (1883—1942) — генерал-майор, був одруженим із принцесою Софією Шарлоттою Ольденбурзькою, дітей не мав;
- Адальберт (1884—1948) — корветтен-капітан, був одруженим із принцесою Адельгейдою Саксен-Майнінгенською, мав сина та доньку;
- Август Вільгельм (1887—1949) — обергруппенфюрер СА, був одруженим із принцесою Александрою Вікторією Шлезвіг-Гольштейн-Зондербург-Глюксбурзькою, мав єдиного сина;
- Оскар (1888—1958) — генерал-майор німецької армії, був морганатично одруженим із графинею Інною-Марією фон Бассевіц, мав четверо дітей;
- Йоакім (1890—1920) — кандидат на ірландський[27] та український престоли,[28] Був одруженим із принцесою Марією Августою Ангальтською, мав єдиного сина;
- Вікторія Луїза (1892—1980) — дружина герцога Брауншвейгу Ернста Августа, мала п'ятеро дітей.

## Титули
- 22 жовтня 1858—27 лютого 1881 — Її Високість Принцеса Августа Вікторія Шлезвіг-Гольштейн-Зондербург-Аугустенбурзька;
- 27 лютого 1881—9 березня 1888 — Її Королівська Високість Принцеса Вільгельм Прусський;
- 9 березня 1888—15 червня 1888 — Її Імператорська та Королівська Високість Німецька Кронпринцеса, Кронпринцеса Пруссії;
- 15 червня 1888—11 квітня 1921 — Її Імператорська та Королівська Величність Німецька Імператриця, Королева Пруссії.

## Нагороди
- Орден Чорного орла (Прусське королівство);
- Орден Червоного орла (Прусське королівство);
- Орден Луїзи спеціального класу (Прусське королівство);
- Орден Святого Йоганна (Бранденбург);
- Хрест «За заслуги» для жінок та дівчат (Прусське королівство);
- Жіночий хрест «За заслуги» (Прусське королівство);
- Медаль Червоного Хреста (Прусське королівство);
- Медаль «Єрусалимський хрест» (Прусське королівство);
- Орден Святої Єлизавети спеціального класу (Баварське королівство);
- Великий хрест ордену Терези (Баварське королівство);
- Орден Святої Анни (Баварське королівство);
- Орден Сідонії (Саксонське королівство);
- Орден Марії Анни (Саксонське королівство);
- Орден Ольги спеціального класу (Вюртемберзьке королівство);
- Орден Берти (Князівство Ліппе);
- Орден Зіркового хреста 1 класу (Австро-Угорщина);
- Орден Святої Ізабелли (Португальське королівство);
- Орден Кароля I (Румунське королівство);
- Великий хрест ордену Святої Катерини (Російська імперія), (29 червня 1884);
- Орден Королеви Марії Луїзи № 830 (Іспанія);
- Орден Милосердя спеціального класу (Османська імперія);
- Королівський орден Вікторії та Альберта 2 класу (Велика Британія);
- Медаль до діамантового ювілею королеви Вікторії (Велика Британія).

## Вшанування

### Судноплавство
На честь Августи Вікторії були названі судна:
- Малий крейсер Кайзерліхмаріне «Принцеса Вільгельм» («S.M.S.Prinzeß Wilhelm»). Був спущений на воду в Кілі 22 вересня 1887 року і охрещений безпосередньо Августою Вікторією, яка носила тоді цей титул. Розібраний у 1922 році.[29]
- Перший океанський лайнер «Августа Вікторія» («Augusta Victoria»), який уособлював собою плавучий готель. Введений в експлуатацію 1889 року, здійснював трансатлантичні рейси. У 1904 році був проданий Російській імперії, де продовжив службу під назвою «Кубань». Використовувався як допоміжний крейсер. Виведений із складу флоту у 1906, у 1907 — роспиляний на металобрухт.
- Пасажирський пароплав типу Laubegast «Августа Вікторія» («Auguste Victoria»), який належав Саксонсько-Богемській пароплавній компанії. Був спущений на воду у 1899 році у Дрездені. У жовтні 1919 року був перейменований на «Лошвіц». У 1946 році був переданий Радянському Союзу, де використовувався як транспортний корабель у Ленінградській області. Подальша доля невідома.[30]
- Океанський лайнер «Імператриця Августа Вікторія» («Kaiserin Auguste Viktoria»), охрещений 29 серпня 1905 року самою імператрицею. До появи «Лузітанії» був найбільшим пасажирським лайнером світу.[31] У березні 1919 року відійшов Великій Британії. У 1921 році був проданий Канаді, де отримав назву «Імператриця Шотландії». Виведений зі складу флоту у 1930 році.[32][33]
- Третій лінкор типу «Кайзер» Кайзерліхмаріне «Імператриця» («S.M.S. Kaiserin»), спущений на воду 11 листопада 1911 року. Брав участь в Ютландській морській битві, операції «Альбіон», Другий битві у Гельголандскій бухті. 1918 року був інтернований у Скапа-Флоу, де 21 червня 1919 року був затоплений своїм екіпажем.[34]

### Ботаніка
У 1890 році королівський садівник Петер Ламберт вивів новий сорт троянд вершково-білого кольору, який назвав «Імператриця Августа Вікторія».

### Споруди
- У 1903 році у Нойштадті на пагорбі відкрито ресторан зі спостережною вишкою, яка мала назву «Вартова вежа Августи Вікторії» («Auguste-Viktoria-Warte»). У 1973 році вежу знесено аби звільнити місце для муніципального дитячого садка.[35]
- На честь імператриці названо фонтан у Бад-Гомбургу,[36] відкритий у 1911 році.